# Фігурне катання на зимових Олімпійських іграх 1964
Змагання з фігурного катання на Зимових Олімпійських іграх 1964 проходили в трьох дисциплінах: чоловіче та жіноче одиночне катання та в парах. Змагання проходили з середи 29 січня по четвер 6 лютого 1964 року в Інсбрук на штучній ковзанці «Олімпійського залу».

## Календар
| • | Церемонія відкриття | • | Основна програма | • | Фінальні змагання | • | Церемонія закриття |

| січень/лютий              | 29 Ср | 30 Чт | 31 Пт | 1 Сб | 2 Нд | 3 Пн | 4 Вт | 5 Ср | 6 Чт | 7 Пт | 8 Сб | 9 Нд |
| ------------------------- | ----- | ----- | ----- | ---- | ---- | ---- | ---- | ---- | ---- | ---- | ---- | ---- |
| чоловіче одиночне катання |       |       |       |      |      | •    | •    |      | •    |      |      |      |
| жіноче одиночне катання   |       | •     | •     |      | •    |      |      |      |      |      |      |      |
| парне катання             | •     |       |       |      |      |      |      |      |      |      |      |      |
| церемонії                 | •     |       |       |      |      |      |      |      |      |      |      | •    |

## Країни-учасниці
У змаганні брало участь 88 фігурист (41 чоловік та 47 жінок) з 14 країн (12/15).
- Австрія (10: чоловіків — 5; жінок — 5)
- Велика Британія (5: чоловіків — 2; жінок — 3)
- Угорщина (2: чоловіків — 1; жінок — 1)
- Об'єднана німецька команда (12: чоловіків — 6; жінок — 6)
- Італія (2: чоловіків — 1; жінок — 1)
- Канада (12: чоловіків — 6; жінок — 6)
- Нідерланди (1: чоловіків — 0; жінок — 1)
- Норвегія (2: чоловіків — 0; жінок — 2)
- СРСР (4: чоловіків — 2; жінок — 2)
- США (12: чоловіків — 6; жінок — 6)
- Франція (5: чоловіків — 3; жінок — 2)
- Чехословаччина (8: чоловіків — 4; жінок — 4)
- Швейцарія (8: чоловіків — 4; жінок — 4)
- Швеція (1: чоловіків — 0; жінок — 1)
- Японія (4: чоловіків — 1; жінок — 3)

## Медальний залік

### Таблиця
| Місце  | Країна                     | Золото | Срібло | Бронза | Загалом |
| ------ | -------------------------- | ------ | ------ | ------ | ------- |
| 1      | Об'єднана німецька команда | 1      | 1      | 0      | 2       |
| 2      | Нідерланди                 | 1      | 0      | 0      | 1       |
| 2      | СРСР                       | 1      | 0      | 0      | 1       |
| 4      | Канада                     | 0      | 1      | 1      | 2       |
| 5      | Чехословаччина             | 0      | 1      | 0      | 1       |
| 5      | Франція                    | 0      | 1      | 0      | 1       |
| 7      | США                        | 0      | 0      | 2      | 2       |
| Усього | Усього                     | 3      | 4      | 3      | 10      |

### Медалісти
| Дисципліна                | Золото                                           | Срібло                                                                                          | Бронза                               |
| ------------------------- | ------------------------------------------------ | ----------------------------------------------------------------------------------------------- | ------------------------------------ |
| чоловіче одиночне катання | Манфред Шнельдорфер · Об'єднана німецька команда | Ален Кальма · Франція                                                                           | Скотт Аллен · США                    |
| жіноче одиночне катання   | Шаук'є Дейкстра · Нідерланди                     | Регіне Гайтцер · Австрія                                                                        | Петра Бурка · Канада                 |
| парне катання             | Людмила Бєлоусова · Олег Протопопов · СРСР       | Маріка Кіліуз · Ганс-Юрген Бомлер · Об'єднана німецька команда Деббі Вілкс · Гі Ревелл · Канада | Вівіан Джозеф · Рональд Джозеф · США |